# Tetralema
O tetralema é uma figura que aparece com destaque na lógica da Índia.

## Definição
Afirma que, com referência a qualquer proposição lógica X, existem quatro possibilidades:
{\displaystyle X} (afirmação)
{\displaystyle \neg X} (negação)
{\displaystyle X\land \neg X} (ambos)
{\displaystyle \neg (X\lor \neg X)} (nenhum)

## Catuskoti
A história da negação quádrupla, o Catuskoti (sânscrito), é evidente na tradição lógico-epistemológica da Índia, dada a nomenclatura categórica lógica indiana no discurso ocidental. Subsumida aos auspícios da lógica indiana, a 'lógica budista' tem sido particularmente focada no emprego da negação quádrupla, como evidenciado pelas tradições de Nagarjuna e Madhyamaka, particularmente a escola de Madhyamaka, dada a nomenclatura retroativa de Prasangika pelo budista tibetano tradição lógico-epistemológica. Embora o tetralema também tenha sido usado como uma investigação de forma, em vez de lógica, no Nasadiya Sukta do Rigveda (hino da criação), parece raramente ser usado como uma ferramenta de lógica antes do Budismo.